# الريحانية (حمص)
الريحانية قرية في ناحية حديدة التابعة لمنطقة تلكلخ في محافظة حمص في سورية.